# Маунт Плезант (Арканзас)
Маунт Плезант (енгл. Mount Pleasant) град је у америчкој савезној држави Арканзас.

## Демографија
По попису из 2010. године број становника је 414, што је 13 (3,2%) становника више него 2000. године.
| Група             | 2000.       | 2010.       |
| Белци             | 393 (98,0%) | 394 (95,2%) |
| Афроамериканци    | 0 (0,0%)    | 9 (2,2%)    |
| Азијати           | 1 (0,2%)    | 1 (0,2%)    |
| Хиспаноамериканци | 6 (1,5%)    | 0 (0,0%)    |
| Укупно            | 401         | 414         |